# Gekko verreauxi
Gekko verreauxi är en ödleart som beskrevs av  Robert Christopher Tytler 1865. Gekko verreauxi ingår i släktet Gekko och familjen geckoödlor. Inga underarter finns listade i Catalogue of Life.